# Myriem Akheddiou
Myriem Akheddiou, née le 27 septembre 1978 à Bruxelles, est une actrice belge. 
Elle est notamment active dans le doublage.

## Biographie
Myriem Akheddiou naît à Bruxelles d'une mère belge et d'un père marocain.   
Elle étudie de 1999 à 2002 au Conservatoire royal de Bruxelles,. 
Elle parle français, italien, anglais, espagnol et arabe.   
Akheddiou commence sa carrière d'actrice au théâtre à Bruxelles. À la fin des années 2000, elle joue également régulièrement dans des films. Elle est surtout connue pour ses collaborations avec les frères Jean-Pierre et Luc Dardenne. Elle collabore avec eux sur Le Gamin au vélo (2011), Deux jours, une nuit (2014), La Fille inconnue (2016) et Le Jeune Ahmed (2019). Elle tient également des rôles de soutien dans le film policier français La French (2014) et la série télévisée wallonne Fritkot (2009–2011) et Un village français (2014). 
En 2017, elle joue un rôle dans le thriller belge Une part d'ombre (2017) du réalisateur Samuel Tilman. Le rôle principal dans le film est tenu par Fabrizio Rongione, avec qui elle est mariée.

## Filmographie

### Cinéma
- 2010 : Nuit blanche (court métrage) de Samuel Tilman : Ariane
- 2011 : Légitime défense de Pierre Lacan : Fuzier
- 2011 : Le Gamin au vélo des Frères Dardenne : l'assistante médicale
- 2011 : Un heureux événement de Rémi Bezançon : l'infirmière de la maternité
- 2011 : La Clinique de l'amour d'Artus de Penguern : la journaliste n°5
- 2014 : Deux jours, une nuit des Frères Dardenne : Mireille
- 2014 : La French de Cédric Jimenez : Mademoiselle Aissani
- 2014 : Le Petit déjeuner (court métrage) de Salvatore Li Causi : Elle
- 2015 : Les Oiseaux de passage d'Olivier Ringer : la mère de Cathy
- 2016 : La Fille inconnue des Frères Dardenne : la collaboratrice du Dr Riga
- 2016 : Timgad de Fabrice Benchaouche : Djamila, la veuve
- 2016 : Cigarettes et Chocolat chaud de Sophie Reine : la femme de Meetic
- 2017 : Une part d'ombre de Samuel Tilman : Cathy
- 2019 : Le Jeune Ahmed des Frères Dardenne : Inès
- 2019 : Je serai parmi les amandiers (court métrage) de Marie Le Floc'h : Madame Lebrun
- 2020 : The Shift d'Alessandro Tonda : Beeker
- 2021 : Titane de Julia Ducournau : la mère d'Adrien
- 2021 : Mystère à Saint-Tropez de Nicolas Benamou : Claudine, la secrétaire de la PJ
- 2022 : Habib, la grande aventure de Benoît Mariage : la doctoresse
- 2022 : 16 Ans de Philippe Lioret : la prof principale
- 2022 : Neuf pour cent (court métrage) de Marie Enthoven : Julie
- 2023 : Avant l'effondrement d'Alice Zeniter et Benoît Zeniter : Naïma Bouhour
- 2023 : Une affaire d'honneur de Vincent Perez : Louise Lacaze
- 2023 : Sages-femmes de Léa Fehner : Bénédicte
- 2023 : Iris et les Hommes de Caroline Vignal : Camille
- 2025 : Des jours meilleurs d'Elsa Bennet et Hyppolyte Dard : Docteur Mathys

### Télévision
- 2014 : Un village français (série télévisée), saison 6, épisode 1 Paris libéré de Jean-Philippe Amar : la femme de Vernet
- 2015 : Le Dernier gaulois (téléfilm) de Samuel Tilman : Albiana (voix)
- 2019 : Unité 42 (série télévisée) : l'agent de probation Sarah Van Innis
- 2020 : Invisible (série télévisée) : Laurence Deconde
- 2022 : Pandore (série télévisée), 10 épisodes : Krystel Horrens
- 2023 : Alphonse (série télévisée) de Nicolas Bedos : la psy
- 2025 : Quiproquo (série télévisée) : Giulia, une avocate asociale

## Doublage

### Cinéma

#### Films
- 2013 : Puzzle : Anna (Olivia Wilde)
- 2013 : La grande bellezza : Ramona (Sabrina Ferilli)
- 2015 : Maggie a un plan : Georgette (Julianne Moore)
- 2016 : Goldstone : Pinky (Kate Beahan)
- 2018 : The Unthinkable : Anna (Lisa Henni (sv))
- 2022 : Les Bonnes Étoiles : l'inspectrice Soo-jin (Bae Doo-na)
- 2022 : La Maleta : Dolores (Pepa Gracia)
- 2022 : Leila et ses frères : Leila Jourablou (Taraneh Alidoosti)
- 2023 : L'Improbable Voyage d'Harold Fry : Martina (Monika Gossman)

#### Films d'animation
- 2013 : Pokémon, le film : Genesect et l'Éveil de la légende : la mère des deux enfants
- 2014 : Barbie et la Magie des perles : Madame Ruckus
- 2015 : Strange Magic : Marianne

### Télévision

#### Téléfilm
- 2020 : Le cauchemar d'une fille au pair : Allesandra (Annie Heise)

#### Séries télévisées
- 2012-2013 : Copper : Ellen Corcoran, femme de Corky (Alex Paxton-Beesley)
- 2013 : Doctor Who : la serveuse (Jade Anouka (en)) (saison 6, épisode 7)
- 2013-2016 : Hostages : Dr Yael Danon (Ayelet Zurer)
- 2014-2015 : Chasing Life : Raquel Avila, superviseure d'April (Shi Ne Nielson)
- 2014-2016 : Marco Polo : Mei Lin, concubine de l'Empereur Song Lizong (Olivia Cheng (en))
- 2014-2016 : Velvet : Clara Montesinos (Marta Hazas)[n 1]
- 2014-2019 : Transparent : Alexandra « Ali » Pfefferman (Gaby Hoffmann)
- 2015-2016 : Franky : Sofia Andrade (Paula Barreto)
- 2016 : Guilt : Roz Walters (Simona Brown)
- 2016-2017 : Soy Luna : Tamara Ríos (Luz Cipriota (es)) (82 épisodes)
- 2016-2017 : Flaked : Tilly (Heather Graham)
- 2016-2017 / 2019 : Orange is the New Black : Alison Abdullah (Amanda Stephen)
- 2017 : Manhunt : Natalie Rogers (Lynn Collins)
- 2017-2019 : Runaways : Catherine Wilder (Angel Parker)
- 2017-2019 : GLOW : Cherry « Junk Chain » Bang (Sydelle Noel) (30 épisodes)
- 2017-2021 : La casa de papel : Mónica Gaztambide, dite « Stockholm » (Esther Acebo) (41 épisodes)
- 2017-2022 : The Expanse : Roberta « Bobbie » Draper (Frankie Adams) (52 épisodes)
- 2019 : Slasher : l'inspecteur Roberta Hanson (Lisa Berry (en)) (8 épisodes)
- 2019 : Blinded (sv) : Eleonor Björnor (Ania Chorabik) (saison 1)
- 2019 : Wu Assassins : Water Wu / Miss Jones (Summer Glau) (épisodes 9 et 10)
- depuis 2020 : Gangs of London : Lale (Narges Rashidi)
- 2021 : The Pembrokeshire Murders : le commissaire-divisionnaire Tyler (Suzanne Packer (en)) (mini-série)
- 2022 : Without Sin (en) : Elaine (Stacey Devonport) (mini-série)
- 2025 : The Stolen Girl : l'inspectrice Shona Sinclair (Bronagh Waugh) (mini-série)

#### Séries d'animation
- 2013-2017 : Ever After High : la méchante reine
- depuis 2015 : Le Petit Royaume des Palace Pets : Mme Bonne Plume
- 2017 : Miss Kobayashi's Dragon Maid : Quetzalcoatl / Lucoa

## Distinctions
- 2020 : Magritte de la meilleure actrice dans un second rôle pour Le Jeune Ahmed[5]